# جون دنيس فيلان
جون دنيس فيلان (بالإنجليزية: John Dennis Phelan)‏ هو محامي وقاضي وسياسي أمريكي، ولد في 23 مارس 1809، وتوفي في 9 سبتمبر 1879. حزبياً، نشط في الحزب الديمقراطي. وقد انتخب عضو مجلس نواب ألاباما.